# 刘冰 (1979年)
刘冰(1979年3月-)，男，汉族，河南新密人。2001年6月参加工作，2003年1月加入中共，管理学博士，研究生学历。现任焦作市市长。

## 简历
2016年4月，任南乐县县长；2018年11月，任中共南乐县委书记。
2021年9月，任中共濮阳市委常委、南乐县委书记；2022年08月，任濮阳市副市长。
2023年5月，任中共焦作市委副书记、政法委书记。
2024年1月，任中共焦作市委副书记、市政府代市长；2月，任焦作市市长。